# Deldoul (Djelfa)
Deldoul (în arabă دلدول) este o comună din provincia Djelfa, Algeria.
Populația comunei este de 11.230 de locuitori (2008).